# Marion (Indiana)
Marion é uma cidade localizada no estado americano de Indiana, no Condado de Grant. 
É a cidade em que nasceu o ícone do cinema James Dean.
Em 2010, possuía 29.948 habitantes.